# Better Not Said
Better Not Said è un singolo della disc jockey e cantante australiana Havana Brown, pubblicato nel 2014.

## Tracce
- Download digitale

1. Better Not Said – 3:38
2. Better Not Said (Toneshifterz Remix) – 4:21
3. Better Not Said (Timmy Trumpet Remix) – 3:38
4. Ba*Bing (video) – 3:42